# Ічтіс – Дарвін
Ічтіс – Дарвін – ошфорний газопровід у Індійському океані, біля північного узбережжя Австралії.
В 2018-му почав роботу завод зі зрідження природного газу Ічтіс ЗПГ, ресурс для якого забезпечило офшорне родовище Ічтіс, де встановили плавучу установку підготовки. Лінії зі зрідження розмістили на береговому майданчику поблизу міста Дарвін, куди від установки проклали газопровід довжиною 889 кілометрів та діаметром 1050 мм. Найбільша глибина на його маршруті становить 275 метрів.
Основні роботи зі спорудження зазначеного газопроводу виконало трубоукладальне судно «Castorone», тоді як на мілководній ділянці працювала трубоукладальна баржа «Semac 1». 
На мілководді та переході через прибережну зону газопровід уклали в траншею завдовжки 18 кілометрів, яку спорудили землесосний снаряд «Queen of the Netherlands» та ківшевий земснаряд «Baldur» (ці роботи тривали в 2013 – 2014 роках та потребували вилучення 0,38 млн м3 грунту). Після переходу йде наземна ділянка завдовжки 8 кілометрів.
Для захисту трубопроводу каменеукладальне судно «Ndeavor» уклало 680 тисяч тонн каміння.